# Malyje Derbety
Malyje Derbety (russisch Ма́лые Дербе́ты; kalmückisch Баһ Дөрвд) ist ein Dorf (selo) in der Republik Kalmückien in Russland mit 6434 Einwohnern (Stand 14. Oktober 2010).

## Geographie
Der Ort liegt am nordöstlichen Fuß der Jergenihügel, gut 190 km Luftlinie nördlich der Republikhauptstadt Elista und etwa 70 km südlich von Wolgograd. Er befindet sich im abflusslosen Tal, das von der Kette der Sarpa-Seen eingenommenen wird; südöstlich des Ortes liegt der episodisch austrocknende Salzsee Prischib (auch Almatin), nördlich der See Barmanzak.
Malyje Derbety ist Verwaltungszentrum des Rajons Maloderbetowsk sowie Sitz der Landgemeinde Maloderbetowskoje selskoje posselenije, zu der noch der 10 km nördlich am Westufer des Barmanzak-Sees gelegene Weiler (chutor) Wassiljew gehört. Knapp zwei Drittel der Einwohner sind Kalmücken, ethnische Russen stellen ein gutes Drittel.

## Geschichte
Als Gründungsjahr des Ortes gilt 1803, als die Stelle des heutigen Dorfes als Verwaltungssitz und Winterlager für den Ulus Maloderbetowski (russisch für „Klein-Derbety-Ulus“) der nomadisch lebenden Kalmücken gewählt wurde. Dieser war 1788 durch Aufteilung des vormaligen Ulus Derbety in die Ulusse Maloderbetowski  und Bolschederbetowski („Groß-Derbety-Ulus“) entstanden. Die Bestätigung der Ortswahl bis zu den höchsten zuständigen Behörden des Russischen Reiches zog sich bis 1809 hin. Die bis ins 20. Jahrhundert entsprechend ihrer Funktion als (Simnaja) Stawka Maloderbetowskowo ulussa („(Winter-)Lager des Maloderbetowski-Ulus“) bezeichnete Ansiedlung befand sich auf dem Territorium der sonderverwalteten sogenannten Kalmückensteppe (Kalmyzkaja step) des Gouvernements Astrachan. In dieser Periode war sie kleiner und weniger bedeutend als das fast unmittelbar westlich 1848 gegründete Dorf Tundutowo, das überwiegend von russischen Umsiedlern bewohnt war und 1854 Sitz einer dem Ujesd Tschorny Jar unterstellten Wolost wurde, und nach der 1920 erfolgten Gründung der Kalmückischen Autonomen Oblast Sitz des weiter bestehenden Ulus.
Mit Einführung der Rajongliederung ab Januar 1930 kamen beide Orte zunächst zum Sarpinski rajon, der eine größere Fläche als heute einnahm. Am 24. Januar 1938 wurde der Maloderbetowski rajon ausgegliedert, und das mittlerweile als Malyje Derbety bezeichnete Dorf dessen Verwaltungssitz.
Während des Deutsch-Sowjetischen Krieges war das Dorf ab Mitte August 1942 durch die Achsenmächte besetzt; die Front kam unmittelbar östlich zum Stehen. Am 13. November 1942 wurde es im Vorfeld der Operation Uranus, der Gegenoffensive bei Stalingrad, von der Roten Armee zurückerobert. Nach der Auflösung der Autonomen Oblast und der Deportation der gesamten kalmückischen Bevölkerung Ende 1943 wurde der Rajon der Oblast Stalingrad (heute Wolgograd) angeschlossen. Am 25. Juli 1950 wurde der Rajon aufgelöst und wieder dem nun ebenfalls zur Oblast Stalingrad gehörenden Sarpinski rajon angeschlossen.
Mit der Wiederherstellung der kalmückischen Autonomie am 12. Januar 1957 (ab 1958 als Kalmückische ASSR) wurde der Sarpinski rajon wieder deren Bestandteil. Am 11. Dezember 1970 wurde der Maloderbetowski rajon erneut ausgewiesen.

### Bevölkerungsentwicklung
| Jahr | Einwohner |
| ---- | --------- |
| 1939 | 2418      |
| 1979 | 5066      |
| 1989 | 6637      |
| 2002 | 5980      |
| 2010 | 6434      |

Anmerkung: Volkszählungsdaten

## Verkehr
Nordwestlich am Ort vorbei verläuft die Zweigstrecke Wolgograd – Elista der föderalen Fernstraße R22 Kaspi, deren Hauptroute Kaschira bei Moskau mit Astrachan verbindet. In östlicher Richtung zweigt bei Malyje Derbety die Regionalstraße 85K-7 zum knapp 60 km entfernten benachbarten Rajonzentrum Bolschoi Zaryn ab.
Die (per Straße) nächstgelegenen Bahnstationen befinden sich etwa 70 km entfernt in Wolgograd; etwas weiter ist es zunächst über die R22 über das südlich benachbarte Rajonzentrum Sadowoje zur Station Abganerowo an der Strecke Wolgograd – Tichorezkaja (– Krasnodar).

## Söhne und Töchter des Ortes
- Welimir Chlebnikow (1885–1922), russischer Dichter